# Дзюдо на літніх Олімпійських іграх 2020 — змішана команда
Змагання з дзюдо у змішаних командах на літніх Олімпійських іграх 2020 пройшли 31 липня 2021 року. Участь взяли 138 спортсменів з 12 країн.

## Призери
| Золото | Срібло | Бронза |
| Франція (FRA) Амандін Бюшар Гійом Шен Сара-Леоні Сізік Кіліан Ле Блуш Кларісс Агбеньєну Аксель Клерже Марго Піно Александр Іддір Романа Дікко Тедді Рінер Мадлен Малонга | Японія (JPN) Хіфумі Абе Ута Абе Сьохей Оно Цукаса Йосіда Шьоїтіро Мукай Тідзуру Араї Таканорі Нагасе Міку Тасіро Хісайосі Харасава Сорі Хамада Аарон Вольф Акіра Соне | Німеччина (GER) Себастьян Зайдль Катаріна Менц Ігор Вандтке Тереза Штолль Домінік Рессель Джованна Скоччімарро Едуард Тріппель Мартіна Трайдос Йоганнес Фрей Жасмін Грабовські Карл-Річард Фрей Анна-Марія Вагнер Ізраїль (ISR) Тохар Бутбуль Тімна Нельсон-Леві Барух Шмайлов Шіра Рішоні Лі Кохман Гілі Шарір Сагі Мукі Раз Гершко Петер Пальчик Інбар Ланір Ор Сассон |

## Змагання
|  | 1/8 фіналу | 1/8 фіналу            | 1/8 фіналу |  |  | Чвертьфінал | Чвертьфінал                      | Чвертьфінал                      |   |   | Півфінал      | Півфінал     | Півфінал |  |  | Фінал | Фінал | Фінал |
|  |            |                       |            |  |  |             |                                  |                                  |   |   |               |              |          |  |  |       |       |       |
|  |            |                       |            |  |  |             |                                  |                                  |   |   |               |              |          |  |  |       |       |       |
|  |            |                       |            |  |  | 1           | Японія (JPN)                     | 4                                |   |   |               |              |          |  |  |       |       |       |
|  |            | Німеччина (GER)       | 4          |  |  |             | Німеччина (GER)                  | 2                                |   |   |               |              |          |  |  |       |       |       |
|  |            | Збірна біженців (EOR) | 0          |  |  |             |                                  |                                  |   | 1 | Японія (JPN)  | 4            |          |  |  |       |       |       |
|  |            |                       |            |  |  |             | 4                                | Олімпійський комітет Росії (ROC) | 0 |   |               |              |          |  |  |       |       |       |
|  |            |                       |            |  |  | 4           | Олімпійський комітет Росії (ROC) | 4                                |   |   |               |              |          |  |  |       |       |       |
|  |            | Монголія (MGL)        | 4          |  |  |             | Монголія (MGL)                   | 2                                |   |   |               |              |          |  |  |       |       |       |
|  |            | Південна Корея (KOR)  | 1          |  |  |             |                                  |                                  |   |   | 1             | Японія (JPN) | 1        |  |  |       |       |       |
|  |            |                       |            |  |  |             | 2                                | Франція (FRA)                    | 4 |   |               |              |          |  |  |       |       |       |
|  |            |                       |            |  |  | 2           | Франція (FRA)                    | 4                                |   |   |               |              |          |  |  |       |       |       |
|  |            | Італія (ITA)          | 3          |  |  |             | Ізраїль (ISR)                    | 3                                |   |   |               |              |          |  |  |       |       |       |
|  |            | Ізраїль (ISR)         | 4          |  |  |             |                                  |                                  |   | 2 | Франція (FRA) | 4            |          |  |  |       |       |       |
|  |            |                       |            |  |  |             |                                  | Нідерланди (NED)                 | 0 |   |               |              |          |  |  |       |       |       |
|  |            |                       |            |  |  | 3           | Бразилія (BRA)                   | 2                                |   |   |               |              |          |  |  |       |       |       |
|  |            | Нідерланди (NED)      | 4          |  |  |             | Нідерланди (NED)                 | 4                                |   |   |               |              |          |  |  |       |       |       |
|  |            | Узбекистан (UZB)      | 3          |  |  |             |                                  |                                  |   |   |               |              |          |  |  |       |       |       |

Втішний раунд
|  | Втішний раунд   | Втішний раунд   | Втішний раунд |  |  | Матч за 3-є місце | Матч за 3-є місце | Матч за 3-є місце |
|  |                 |                 |               |  |  |                   |                   |                   |
|  | Німеччина (GER) | Німеччина (GER) | 4             |  |  |                   |                   |                   |
|  | Монголія (MGL)  | Монголія (MGL)  | 2             |  |  | Німеччина (GER)   | Німеччина (GER)   | 4                 |
|  |                 |                 |               |  |  | Нідерланди (NED)  | Нідерланди (NED)  | 2                 |
|  |                 |                 |               |  |  |                   |                   |                   |
|  |                 |                 |               |  |  |                   |                   |                   |
|  |                 |                 |               |  |  |                   |                   |                   |
|  |                 |                 |               |  |  |                   |                   |                   |

|  | Втішний раунд  | Втішний раунд  | Втішний раунд |  |  | Матч за 3-є місце                | Матч за 3-є місце                | Матч за 3-є місце |
|  |                |                |               |  |  |                                  |                                  |                   |
|  | Ізраїль (ISR)  | Ізраїль (ISR)  | 4             |  |  |                                  |                                  |                   |
|  | Бразилія (BRA) | Бразилія (BRA) | 2             |  |  | Ізраїль (ISR)                    | Ізраїль (ISR)                    | 4                 |
|  |                |                |               |  |  | Олімпійський комітет Росії (ROC) | Олімпійський комітет Росії (ROC) | 1                 |
|  |                |                |               |  |  |                                  |                                  |                   |
|  |                |                |               |  |  |                                  |                                  |                   |
|  |                |                |               |  |  |                                  |                                  |                   |
|  |                |                |               |  |  |                                  |                                  |                   |

## Детальні результати

### 1/8 фіналу

#### Німеччина vs Збірна біженців[1]
| Вагова категорія       | Німеччина (GER)   | Результат | Збірна біженців (EOR) | Рахунок |
| ---------------------- | ----------------- | --------- | --------------------- | ------- |
| Чоловіки - понад 90 кг | Йоганнес Фрей     | 10 – 00   | Джавад Махджуб        | 1 – 0   |
| Жінки - до 57 кг       | Тереза Штолль     | 10 – 00   | Санда Алдасс          | 2 – 0   |
| Чоловіки - до 73 кг    | Ігор Вандтке      | 10 – 00   | Ахмад Алікадж         | 3 – 0   |
| Жінки - до 70 кг       | Мартіна Трайдос   | 10 – 00   | Муна Дахук            | 4 – 0   |
| Чоловіки - до 90 кг    | Домінік Рессель   | —         | Пополе Місенга        | —       |
| Жінки - понад 70 кг    | Жасмін Грабовські | —         | Нігара Шахін          | —       |

#### Монголія vs Південна Корея[2]
| Вагова категорія       | Монголія (MGL)        | Результат | Південна Корея (KOR) | Рахунок |
| ---------------------- | --------------------- | --------- | -------------------- | ------- |
| Чоловіки - понад 90 кг | Олзийбаярин Дуренбаяр | 00 – 10   | Кім Мін Чжон         | 0 – 1   |
| Жінки - до 57 кг       | Доржсуренгійн Сум'яа  | 01 – 00   | Кім Джи Су           | 1 – 1   |
| Чоловіки - до 73 кг    | Цендочір Цогтбаатар   | 10 – 00   | Ан Чхаллім           | 2 – 1   |
| Жінки - до 70 кг       | Болдин Ганхайч        | 01 – 00   | Кім Сон Йон          | 3 – 1   |
| Чоловіки - до 90 кг    | Гантулгин Алтанбагана | 10 – 00   | Квак Дон Хан         | 4 – 1   |
| Жінки - понад 70 кг    | Отгони Монхцецег      | —         | Хан Мі Цзінь         | —       |

#### Італія vs Ізраїль[3]
| Вагова категорія       | Італія (ITA)     | Результат | Ізраїль (ISR)      | Рахунок |
| ---------------------- | ---------------- | --------- | ------------------ | ------- |
| Чоловіки - понад 90 кг | Ніколас Мунгай   | 00 – 10   | Петер Пальчик      | 0 – 1   |
| Жінки - до 57 кг       | Одетте Джуффріда | 01 – 00   | Тімна Нельсон-Леві | 1 – 1   |
| Чоловіки - до 73 кг    | Фабіо Базіле     | 01 – 00   | Тохар Бутбуль      | 2 – 1   |
| Жінки - до 70 кг       | Марія Чентраккьо | 00 – 10   | Гілі Шарір         | 2 – 2   |
| Чоловіки - до 90 кг    | Крістіан Парлаті | 11 – 01   | Лі Кохман          | 3 – 2   |
| Жінки - понад 70 кг    | Аліче Белланді   | 00 – 01   | Раз Гершко         | 3 – 3   |
| Жінки - до 70 кг       | Марія Чентраккьо | 00 – 10   | Гілі Шарір         | 3 – 4   |

#### Нідерланди vs Узбекистан[4]
| Вагова категорія       | Нідерланди (NED) | Результат | Узбекистан (UZB)    | Рахунок |
| ---------------------- | ---------------- | --------- | ------------------- | ------- |
| Чоловіки - понад 90 кг | Генк Грол        | 00 – 10   | Бекмурод Олтібоєв   | 0 – 1   |
| Жінки - до 57 кг       | Санне Верхаген   | 10 – 00   | Дійора Келдійорова  | 1 – 1   |
| Чоловіки - до 73 кг    | Торніке Чакадоеа | 00 – 10   | Хікматіллох Тураєв  | 1 – 2   |
| Жінки - до 70 кг       | Санне ван Дейк   | 00 – 10   | Гульноза Матніязова | 1 – 3   |
| Чоловіки - до 90 кг    | Ноель вант Енд   | 10 – 00   | Давлат Бобонов      | 2 – 3   |
| Жінки - понад 70 кг    | Гюше Стенхейс    | 10 – 00   | Фарангіз Ходжиєва   | 3 – 3   |
| Чоловіки - понад 90 кг | Генк Грол        | 10 – 00   | Бекмурод Олтібоєв   | 4 – 3   |

### Чвертьфінали

#### Японія vs Німеччина[5]
| Вагова категорія       | Японія (JPN)   | Результат | Німеччина (GER)      | Рахунок |
| ---------------------- | -------------- | --------- | -------------------- | ------- |
| Жінки - до 57 кг       | Хіфумі Абе     | 00 – 10   | Тереза Штолль        | 0 – 1   |
| Чоловіки - до 73 кг    | Сьохей Оно     | 00 – 01   | Ігор Вандтке         | 0 – 2   |
| Жінки - до 70 кг       | Тідзуру Араї   | 10 – 00   | Джованна Скоччімарро | 1 – 2   |
| Чоловіки - до 90 кг    | Шьоїтіро Мукай | 01 – 00   | Едуард Тріппель      | 2 – 2   |
| Жінки - понад 70 кг    | Акіра Соне     | 10 – 00   | Жасмін Грабовські    | 3 – 2   |
| Чоловіки - понад 90 кг | Аарон Вольф    | 01 – 00   | Йоганнес Фрей        | 4 – 2   |

#### ОКР vs Монголія[6]
| Вагова категорія       | Олімпійський комітет Росії (ROC) | Результат | Монголія (MGL)        | Рахунок |
| ---------------------- | -------------------------------- | --------- | --------------------- | ------- |
| Жінки - до 57 кг       | Дар'я Межецька                   | 01 – 00   | Доржсуренгійн Сум'яа  | 1 – 0   |
| Чоловіки - до 73 кг    | Муса Могушков                    | 00 – 01   | Цендочір Цогтбаатар   | 1 – 1   |
| Жінки - до 70 кг       | Мадіна Таймазова                 | 10 – 00   | Болдин Ганхайч        | 2 – 1   |
| Чоловіки - до 90 кг    | Михайло Ігольников               | 01 – 10   | Саїд Моллаеї          | 2 – 2   |
| Жінки - понад 70 кг    | Олександра Бабінцева             | 10 – 00   | Отгони Монхцецег      | 3 – 2   |
| Чоловіки - понад 90 кг | Тамерлан Башаєв                  | 01 – 00   | Олзийбаярин Дуренбаяр | 4 – 2   |

#### Франція vs Ізраїль[7]
| Вагова категорія       | Франція (FRA)    | Результат | Ізраїль (ISR)      | Рахунок |
| ---------------------- | ---------------- | --------- | ------------------ | ------- |
| Жінки - до 57 кг       | Сара-Леоні Сізік | 01 – 11   | Тімна Нельсон-Леві | 0 – 1   |
| Чоловіки - до 73 кг    | Гійом Шен        | 01 – 00   | Тохар Бутбуль      | 1 – 1   |
| Жінки - до 70 кг       | Марго Піно       | 00 – 01   | Гілі Шарір         | 1 – 2   |
| Чоловіки - до 90 кг    | Аксель Клерже    | 00 – 10   | Лі Кохман          | 1 – 3   |
| Жінки - понад 70 кг    | Романа Дікко     | 10 – 00   | Раз Гершко         | 2 – 3   |
| Чоловіки - понад 90 кг | Тедді Рінер      | 10 – 00   | Ор Сассон          | 3 – 3   |
| Жінки - до 70 кг       | Марго Піно       | 10 – 00   | Гілі Шарір         | 4 – 3   |

#### Бразилія vs Нідерланди[8]
| Вагова категорія       | Бразилія (BRA)  | Результат | Нідерланди (NED) | Рахунок |
| ---------------------- | --------------- | --------- | ---------------- | ------- |
| Жінки - до 57 кг       | Ларісса Пімента | 00 – 10   | Санне Верхаген   | 0 – 1   |
| Чоловіки - до 73 кг    | Даніель Карнін  | 01 – 00   | Торніке Чакадоеа | 1 – 1   |
| Жінки - до 70 кг       | Марія Портела   | 00 – 10   | Санне ван Дейк   | 1 – 2   |
| Чоловіки - до 90 кг    | Рафаел Маседо   | 00 – 01   | Ноель вант Енд   | 1 – 3   |
| Жінки - понад 70 кг    | Майра Агіар     | 10 – 00   | Гюше Стенхейс    | 2 – 3   |
| Чоловіки - понад 90 кг | Рафаел Сілва    | 00 – 10   | Генк Грол        | 2 – 4   |

### Втішний раунд

#### Німеччина vs Монголія[9]
| Вагова категорія       | Німеччина (GER)      | Результат | Монголія (MGL)        | Рахунок |
| ---------------------- | -------------------- | --------- | --------------------- | ------- |
| Чоловіки - до 73 кг    | Ігор Вандтке         | 00 – 01   | Цендочір Цогтбаатар   | 0 – 1   |
| Жінки - до 70 кг       | Джованна Скоччімарро | 10 – 00   | Болдин Ганхайч        | 1 – 1   |
| Чоловіки - до 90 кг    | Едуард Тріппель      | 00 – 01   | Саїд Моллаеї          | 1 – 2   |
| Жінки - понад 70 кг    | Жасмін Грабовські    | 10 – 00   | Отгони Монхцецег      | 2 – 2   |
| Чоловіки - понад 90 кг | Йоганнес Фрей        | 10 – 00   | Олзийбаярин Дуренбаяр | 3 – 2   |
| Жінки - до 57 кг       | Тереза Штолль        | 10 – 00   | Доржсуренгійн Сум'яа  | 4 – 2   |

#### Ізраїль vs Бразилія[10]
| Вагова категорія       | Ізраїль (ISR)      | Результат | Бразилія (BRA)     | Рахунок |
| ---------------------- | ------------------ | --------- | ------------------ | ------- |
| Чоловіки - до 73 кг    | Тохар Бутбуль      | 10 – 00   | Едуардо Барбоза    | 1 – 0   |
| Жінки - до 70 кг       | Гілі Шарір         | 00 – 10   | Марія Портела      | 1 – 1   |
| Чоловіки - до 90 кг    | Лі Кохман          | 10 – 00   | Едуарду Юді Сантус | 2 – 1   |
| Жінки - понад 70 кг    | Раз Гершко         | 00 – 10   | Майра Агіар        | 2 – 2   |
| Чоловіки - понад 90 кг | Петер Пальчик      | 10 – 00   | Рафаель Бузакаріні | 3 – 2   |
| Жінки - до 57 кг       | Тімна Нельсон-Леві | 10 – 00   | Ларісса Пімента    | 4 – 2   |

### Бронзові фінали

#### Німеччина vs Нідерланди[11]
| Вагова категорія       | Німеччина (GER)      | Результат | Нідерланди (NED) | Рахунок |
| ---------------------- | -------------------- | --------- | ---------------- | ------- |
| Жінки - до 70 кг       | Джованна Скоччімарро | 00 – 10   | Санне ван Дейк   | 0 – 1   |
| Чоловіки - до 90 кг    | Домінік Рессель      | 10 – 00   | Ноель вант Енд   | 1 – 1   |
| Жінки - понад 70 кг    | Анна-Марія Вагнер    | 01 – 00   | Гюше Стенхейс    | 2 – 1   |
| Чоловіки - понад 90 кг | Карл-Річард Фрей     | 00 – 10   | Генк Грол        | 2 – 2   |
| Жінки - до 57 кг       | Тереза Штолль        | 10 – 01   | Санне Верхаген   | 3 – 2   |
| Чоловіки - до 73 кг    | Себастьян Зайдль     | 10 – 00   | Торніке Чакадоеа | 4 – 2   |

#### Ізраїль vs ОКР[12]
| Вагова категорія       | Ізраїль (ISR)      | Результат | Олімпійський комітет Росії (ROC) | Рахунок |
| ---------------------- | ------------------ | --------- | -------------------------------- | ------- |
| Жінки - до 70 кг       | Гілі Шарір         | 00 – 01   | Мадіна Таймазова                 | 0 – 1   |
| Чоловіки - до 90 кг    | Сагі Мукі          | 10 – 00   | Михайло Ігольников               | 1 – 1   |
| Жінки - понад 70 кг    | Раз Гершко         | 10 – 00   | Олександра Бабінцева             | 2 – 1   |
| Чоловіки - понад 90 кг | Петер Пальчик      | 01 – 00   | Тамерлан Башаєв                  | 3 – 1   |
| Жінки - до 57 кг       | Тімна Нельсон-Леві | 10 – 01   | Дар'я Межецька                   | 4 – 1   |
| Чоловіки - до 73 кг    | Тохар Бутбуль      | —         | Муса Могушков                    | —       |

### Фінал

#### Японія vs Франція[13]
| Вагова категорія       | Японія (JPN)   | Результат | Франція (FRA)     | Рахунок |
| ---------------------- | -------------- | --------- | ----------------- | ------- |
| Жінки - до 70 кг       | Тідзуру Араї   | 00 – 10   | Кларісс Агбеньєну | 0 – 1   |
| Чоловіки - до 90 кг    | Шьоїтіро Мукай | 00 – 10   | Аксель Клерже     | 0 – 2   |
| Жінки - понад 70 кг    | Акіра Соне     | 10 – 00   | Романа Дікко      | 1 – 2   |
| Чоловіки - понад 90 кг | Аарон Вольф    | 00 – 01   | Тедді Рінер       | 1 – 3   |
| Жінки - до 57 кг       | Цукаса Йосіда  | 00 – 01   | Сара-Леоні Сізік  | 1 – 4   |
| Чоловіки - до 73 кг    | Сьохей Оно     | —         | Гійом Шен         | —       |